# MKE MPT
O MPT (em turco:  Millî Piyade Tüfeği, Fuzil de Infantaria Nacional)  é uma família de fuzis modulares projetada pela MKEK e produzida pela MKEK, Sarsılmaz Arms e Kalekalıp para atender às demandas das Forças Armadas da Turquia e para substituir seus fuzis antigos, como o Heckler & Koch G3 e o Heckler & Koch HK33 devido à maior parte de estando perto do fim da sua vida útil. O MPT foi projetado para combate robusto em grandes altitudes, em qualquer clima, capaz de funcionar em climas extremamente quentes e frios. O MKEK MPT é um fuzil projetado para suportar abusos e maus-tratos extremos e ainda manter alta precisão e confiabilidade para sobreviver em verdadeiros ambientes de batalha.
Fez a sua primeira aparição pública nos eventos Eurosatory 2014, ADEX 2014 e MSPO 2014.

## História
Depois que os primeiros protótipos foram produzidos em 2008 como o Mehmetçik-1 em 5,56×45mm NATO, o fuzil foi recebido negativamente. Os soldados turcos que o testaram relataram que preferiam o cartucho 7,62×51mm NATO, que tem poder de parada e alcance muito maiores, semelhantes aos dos fuzis de serviço G3 existentes. O Mehmetcik-1 proposto foi, portanto, cancelado após o primeiro protótipo e os engenheiros iniciarem o processo de reprojeto.
O primeiro lote de 200 MPT-76 foi entregue em 18 de maio de 2014 e recebeu feedback positivo. O fuzil foi considerado extremamente preciso e confiável, e superou o G3 em todas as categorias. O Exército Turco planeia eliminar gradualmente o seu G3 e fazer do MPT-76 o seu principal fuzil de serviço. O Azerbaijão planeja produzir peças do fuzil em cooperação com a Turquia.
A produção em série começou em 2015. A fase inicial do projeto verá um total de 35.014 MPT-76 sendo produzidos em duas parcelas. A primeira parcela da fase inicial, composta por 20 mil fuzis, foi contratada com a empresa estatal Machines and Chemical Industries Board (MKEK) em junho de 2015. A segunda parcela, composta por 15.014 fuzis, foi contratada com a empresa local Kalekalip em dezembro de 2015.
O primeiro lote de fuzis estava pronto para entrega aos militares turcos em janeiro de 2017. Aproximadamente 25.000 MPT-76 foram produzidos até dezembro de 2018 e há mais de 350.000 pedidos firmes do fuzil em 2019.

## Projeto
O projeto foi baseado no AR-15, mas o sistema de pistão a gás foi influenciado pelo HK417. Possui um sistema de trilho Picatinny e opções de montagem para uma escopeta e um lança-granadas sob o cano. O MPT-76 apresenta alguns desvios ergonômicos do que seriam considerados fuzis tradicionais do estilo AR-10: o HK417. A coronha inspirada deve ser girada no sentido anti-horário cerca de 30 graus, para ajustar o comprimento da tração. Ele também possui uma montagem de plástico estilo empunhadura dianteira em ângulo que faz a ponte entre o receptáculo inferior e o guarda-mão com trilho picatinny. Deve ser removido para desmontagem. A alavanca de manejo também possui a trava de retenção no lado direito da arma, não no esquerdo, o que é típico da maioria dos sistemas de armas derivados do Stoner.

## Variantes
As seguintes variantes estão em produção:
- Fuzil de batalha com cano de 16 polegadas usando 7,62×51mm NATO.
- Carabina com cano de 12 polegadas usando 5,56×45mm NATO.
- Fuzil de atirador designado com cano de 20 polegadas usando 7,62×51mm NATO.

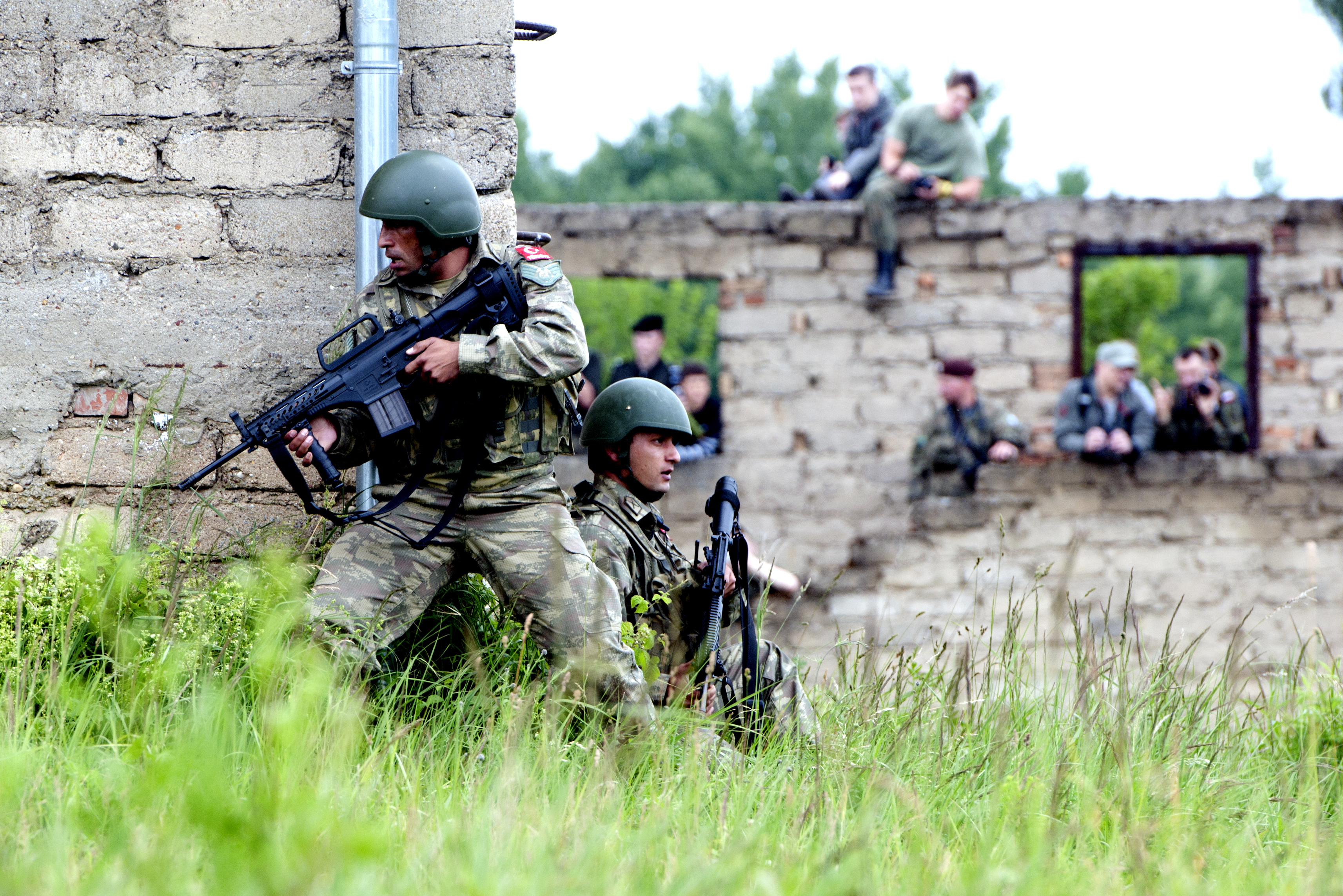
Soldado turco com MPT durante um exercício na Polônia em 2016

### MPT-76MH
O MPT-76-MH é uma versão mais leve do MPT-76 padrão. O peso do fuzil comparado a um MPT-76 padrão foi reduzido em 750g. O peso descarregado (sem carregador) do MPT-76 é de 4,2 kg.

### MPT-55
Em maio de 2017, a MKEK apresentou a versão MPT-55 do MPT, com câmara para o cartucho 5,56×45mm NATO. A versão padrão pesa 3,3 kg com cano de 370 mm, e o MPT-55K mais curto pesa 3,0 kg com cano de 280 mm. A Turquia planeja obter 20.000 fuzis de menor calibre para substituir os HK416 produzidos sob licença nas forças especiais.

### KNT-76
O KNT (em turco:  Keskin Nişancı Tüfeği, Fuzil de Precisão, lit. Fuzil de Atirador Afiado) é a versão de fuzil de atirador designado da série MPT. O KNT-76 é produzido na Fábrica de Armas Kırıkkale como o MPT-76. O fuzil com o mesmo mecanismo de "ação de ferrolho rotativo operado a gás" pode disparar de forma semiautomática. O MPT-76 pode disparar de forma totalmente automática e semiautomática. A sensibilidade do gatilho no KNT é reduzida em cinco Newtons, o que permite que o gatilho se mova com menos pressão. Esta queda evita o movimento involuntário do cano devido ao movimento do gatilho. O KNT-76 pesa 500 gramas mais pesado, enquanto a capacidade do carregador permanece a mesma. O alcance efetivo aumentou de 600 metros para 800 metros graças ao cano que se estende de 406 mm para 508 mm. O minuto de ângulo é reduzido para 1,5 no KNT-76, pois era de 4 no MPT-76.

### KAAN-717
KAAN-717 é a versão carabina da série MPT, com câmara para o cartcuho 7,62x51mm NATO. Projetado para as Forças Especiais, utiliza ação de curso curto. KAAN-717 também vem com uma coronha diferente com apoio para bochechas.

## Operadores
- Albânia: 30 MPT-76 e 30 MPT-55[35][36][37]
- Chipre do Norte: Cerca de 2.500 MPT-76 entregues.[38]
- Senegal[39]
- Somália: Um total de 450 fuzis foram entregues à Somália, que enfrenta uma insurgência. Usado pelos comandos do Gorgor (Águia)[40]
- Turquia: 66.000 MPT-76 e MPT-55 em 2019[5]
- Kosovo: Foi anunciado em 2023 que a Força de Segurança do Kosovo recebeu PMT-76-57A do MKE para montar em veículos blindados equipados com ASELSAN SARP.[41]

### Operadores potenciais
- Azerbaijão[42][43]
- Chile: Manifestou interesse em adotar integralmente o fuzil para o serviço militar.[43]
- Paquistão[44]